# Vicente Tomé Prieto
Vicente Tomé Prieto fue un ganadero y político liberal español, primer presidente del Partido Provincial Agrario de Zamora y alcalde de la ciudad de Zamora desde octubre de 1934, durante la II República.
Vinculado desde muy joven al sindicalismo católico agrario, en 1918 representó a la Federación de Sindicatos Agrarios Católicos de Zamora en la Asamblea de Agricultores reunida en marzo de ese mismo año en la ciudad de Valladolid.
En las elecciones del 19 de noviembre de 1933 obtuvo un acta de diputado a Cortes por la provincia de Zamora al obtener su candidatura 75.604 votos, siendo por lo tanto uno de los dos diputados (el otro fue José María Cid Ruiz Zorrilla) del Partido Provincial Agrario que obtuvo representación en Madrid en aquellas elecciones.